# Clive (Alberta)
Clive /ˈklaɪv/ è un villaggio nell'Alberta centrale, Canada. Si trova a 15 minuti a est di Lacombe e a soli 30 minuti da Red Deer.

## Società

### Evoluzione demografica
Secondo il censimento del 2011, il villaggio di Clive aveva una popolazione di 675 abitanti che vivevano in 252 delle 299 abitazioni in totale, un cambiamento del 20,1% rispetto al 2006 la popolazione di 562 abitanti. Con una superficie di 2,12 km² (0.82 sq mi), aveva una densità abitativa di 318,4/km² (824,6/sq mi) nel 2011.
La popolazione del villaggio di Clive secondo il censimento comunale nel 2007 era di 610 abitanti.
Nel 2006, il villaggio di Clive aveva una popolazione di circa 562 abitanti che vivevano in 209 abitazioni, un aumento del 4,9% rispetto al 2001. Il villaggio aveva una superficie di 2,12 km² (0,82 sq mi) e una densità di popolazione di 265,0/km² (686/sq mi).